# 烏德維亞特湖
55°45′28″N 30°51′27″E / 55.75778°N 30.85750°E
烏德維亞特湖（俄语：Удвят），是俄羅斯的湖泊，位於該國西北部，由普斯科夫州負責管轄，處於烏斯維亞特區，面積1.2平方公里，集水區面積52.1平方公里，平均水深2米，最大水深5米。